# Batchujagiin Möngöntuul
Batchujagiin Möngöntuul (mongolisch Батхуягийн Мөнгөнтуул, beim Weltschachbund FIDE Batkhuyag Munguntuul; * 8. Oktober 1987 in Ulaanbaatar) ist eine mongolische Schachspielerin.

## Leben
Sie stammt aus einer Schachfamilie. Das Schachspielen lernte sie im Alter von fünf Jahren von ihrem Vater. Im Jahr 2000 zog die Familie berufsbedingt nach Moskau. Sie besuchte dort die Schule #20, studierte an der Russischen Staatlichen Sozialuniversität und kehrte dann 2010 nach ihrem Abschluss in die Mongolei zurück. Trainiert wurde sie in Moskau vom russischen Internationalen Meister Wladimir Wulfson, aktuell vom Großmeister Juri Jakowitsch.

## Erfolge
1994 gewann sie die mongolische U10-Meisterschaft. Im Jahr 2000 spielte sie in Istanbul für die mongolische Frauennationalmannschaft ihre erste Schacholympiade. Mit 9 Punkten aus 14 Partien hatte sie dort am zweiten Brett ein positives Ergebnis. Einen dritten Platz erreichte sie bei der U14-Weltmeisterschaft der weiblichen Jugend im Jahr 2001 im spanischen Oropesa del Mar. Im selben Jahr erhielt sie dreizehnjährig den Titel Internationaler Meister der Frauen (WIM). Bei einem internationalen Turnier in Moskau der Kategorie 2 im März 2002 erzielte sie eine IM-Norm. Eine WGM-Norm erzielte sie bei der Schacholympiade 2002 in Bled. Ihre abschließende WGM-Norm erzielte sie beim SDYUSHOR-54-Open (Kategorie 2) in Moskau, das von Dezember 2002 bis Februar 2003 ausgetragen wurde. Im August 2003 wurde ihr als erster Mongolin der Titel Großmeister der Frauen (WGM) verliehen, sie war damals 15 Jahre alt. Bei der Schacholympiade 2004 in Calvià spielte sie zum ersten Mal am ersten Brett der mongolischen Frauennationalmannschaft. 2005 wurde sie bei der U18-Weltmeisterschaft der weiblichen Jugend in Belfort Zweite. Mit der mongolischen Nationalmannschaft nahm sie am dritten Brett an den Asienspielen 2006 in Doha teil. Bei der Frauenweltmeisterschaft 2008 in Naltschik besiegte sie zwar in der ersten Runde Iweta Rajlich mit 2:0, schied jedoch in der zweiten Runde mit 0:2 gegen Hou Yifan aus. Mit der mongolischen Frauennationalmannschaft nahm sie am Spitzenbrett auch an der Schacholympiade 2008 in Dresden teil, bei der sie mit 7 Punkten aus 10 Partien bei Siegen unter anderem gegen Jelena Dembo, Jekaterina Lagno und Antoaneta Stefanowa und einer Elo-Leistung von 2517 ein gutes Resultat erzielte (IM-Norm). Sie gewann 2009 die russische Blitzmeisterschaft der Frauen. Im Juli 2009 gewann sie das Zonenturnier der Frauen von Ho-Chi-Minh-Stadt mit 7,5 aus 9 Punkten. Den Titel Internationaler Meister (IM) erhielt sie im April 2010. Der erforderlichen Normen erreichte sie bei einem GM-Turnier im April und Mai 2008 in Moskau, im November 2008 bei der Schacholympiade der Frauen in Dresden und im Oktober 2009 bei einem Turnier des FIDE Grand Prix der Frauen 2009–2010 in Nanjing. Bei der Studentenweltmeisterschaft im September 2010 in Zürich gewann sie die Studentinnenkonkurrenz.
Im Februar 2015 führt sie die mongolische Elo-Rangliste der Frauen an und belegt in der gesamten mongolischen Rangliste den dritten Platz.

## Nationalmannschaft
Batchujagiin Möngöntuul nahm seit 2000 an allen Schacholympiaden der Frauen teil, außerdem an der asiatischen Mannschaftsmeisterschaft der Frauen 2012, bei der sie das drittbeste Einzelergebnis am Spitzenbrett erreichte.

## Vereine
Vereinsschach spielt sie in Russland für die Mannschaft der Moskauer Firma Giprorechtrans, mit der sie 2010 und 2011 am European Club Cup der Frauen teilnahm, sowie in der Volksrepublik China von 2008 bis 2009 und erneut 2019 für Tianjin sowie von 2012 bis 2015 für Guangdong.